# Аруша Сіті
 Футбольний клуб «Аруша Сіті» або просто Аруша Сіті (англ. Arusha City Football Club) — професіональний танзанійський футбольний клуб з міста Аруша. Домашні матчі проводить на стадіоні «Шейх Амрі Абеїд Меморіал Стедіум».

## Історія
У 2007 році виступав у танзанійській Прем'єр-лізі, але по завершенні сезону вилетів спочатку до Першого, а згодом й до Другого дивізіону першості Танзанії. У сезоні 2010/11 років клуб знову виступав у Прем'єр-лізі. Проте 17 лютого 2012 року було оголошено про те, що АФК понизило «Арушу» в класі, до Першого дивізіону за поєдинок з фіксованим результатом проти 94 KJ.
У січні 2015 року команда перейшла під опіку міської ради Аруші та змінила свою назву на ФК «Аруша Сіті». З грудня 2014 по січень 2015 року команда виступала в Другому дивізіоні чемпіонату Танзанії.